# Xysticus gertschi
Xysticus gertschi är en spindelart som beskrevs av Schick 1965. Xysticus gertschi ingår i släktet Xysticus och familjen krabbspindlar. Inga underarter finns listade i Catalogue of Life.